# سوچیترا
سوچیترا رامادورای (انگلیسی: Suchitra) که به مونونیم سوچیترا معروف است، مجری رادیو، خواننده باز پخش محبوب، ترانه‌سرا، آهنگساز، صداپیشه، هنرمند صداگذاری و بازیگر فیلم است. او به چندین زبان از جمله تامیل، مالایالم، کنادا، تلوگو خوانده‌است.

## دوران ابتدایی زندگی
سوچیترا در چنای، تامیل نادو، هند به عنوان دختر رامادورای و پادماجا به دنیا آمد. او یک خواهر به نام سونیتا دارد. سوچیترا فارغ‌التحصیل کارشناسی از کالج مار ایوانیوس (تریواندروم) است. بعد برای دریافت مدرک مدیریت ارشد کسب و کار (MBA) از انستیتو مدیریت پی‌اس‌جی به کویمباتور رفت. او عضوی از گروه موسیقی پی‌اس‌جی (PSG) بود.

## فیلم نگاری
بازیگری
| سال  | فیلم    | نقش     | زبان  | نکات         | مرجع  |
| ---- | ------- | ------- | ----- | ------------ | ----- |
| ۲۰۰۳ | جی جی   | خودش    | تامیل | بازیگر مهمان | [ ۲ ] |
| ۲۰۰۴ | سه نقطه | سوچیترا | تامیل |              |       |